# We beginnen pas (single)
We beginnen pas is een nummer van de Nederlandse band De Dijk uit 2001. Het is de derde en laatste single van hun tiende studioalbum Zevende hemel.
"We beginnen pas" is een optimistisch nummer met als boodschap dat je altijd weer opnieuw kan beginnen. Het nummer haalde de 81e positie in de Nederlandse Single Top 100 en wordt het tot op de dag van vandaag nog regelmatig op de radio gedraaid.